# Баран-Бачинська Блянка
Бланка Баран-Бачинська (уроджена Гаврисевич; 1896, Золочів — 14 серпня 1971, Мюнхен) — українська громадсько-політична діячка, організаторка галицького українського жіноцтва й голова української секції Жіночої Ліги Миру і Свободи, відома журналістка. У роки існування ЗУНР — член Державної Ради.

## Життєпис
Бланка Баран-Бачинська народилася у 1896 році у Золочеві у родині священника Гаврисевича.
Після закінчення гімназії у Львові Баран-Бачинська до 1918 року вивчала філософію у Львівському університеті. Ще студенткою вона увійшла до академічної громади та стала членкинею Головної управи Союзу українок у Львові. 1918 року одружилася з політичним діячем доктором Степаном Бараном. Попри труднощі, перешкоди та нерозуміння поступово, але неухильно політик поряд з іншими діячами втілювала в життя ідеєю національного дошкільного виховання в Галичині.

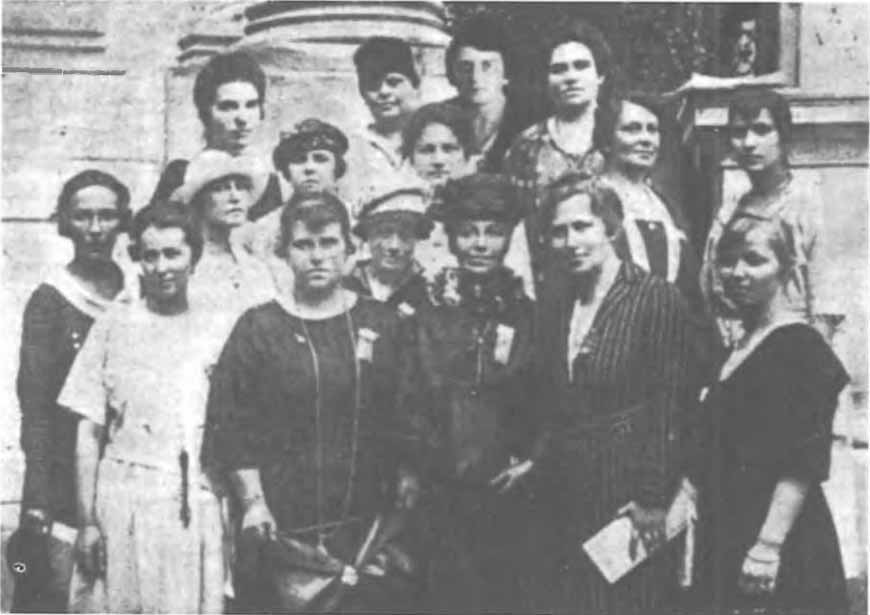
Українська делегація на конгресі Ліги Миру і Свободи у Відні у 1921 році. (Бланка Баран перша зліва у третьому ряду)

У роки визвольних змагань Бланка жила з родиною у Кам'янці-Подільському. Тут на початку серпня 1919 року з ініціативи Бланки Баранової, Іванни Одриної та Марії Струтинської зустрілися жінки Наддніпрянщини та Галичини і проголосили заснування «Союзу українок», що охопив жінок усіх частин України. Також у Кам'янці Баран-Бачинська очолювала створений 26 липня 1919 року «Комітет галицьких українок» для допомоги біженцям, «раненим по шпиталях» і евакуйованим галичанам. У 1921 році громадська діячка вимушена була емігрувати до Відня, де прожила до 1924 року.
У 1921 році Бланка Баран увійшла до складу української делегації на конгресі жіночої організації Міжнародної жіночої ліги миру й свободи, виголосила доповідь «Українці і Союз народів». Незабаром стала головою української секції Міжнародної ліги, обстоювала на закордонних форумах права українців у Галичині. Була заступницею голови Української національної жіночої ради у 1921—1924 роках, яка ставила перед собою мету об'єднати діяльність українок, що жили в еміграції. Від 1924 року діячка жила у Львові. Тут вона продовжила свою діяльність як голова української секції Міжнародної ліги миру й свободи (до 1939 року), стала організаторкою, а згодом і головою жіночої секції при Українському національно-демократичному об'єднанні (1926—1939).
У ці роки Баран-Бачинська друкувала в українських виданнях, зокрема в «Ділі», «Громадському голосі» статті про міжнародний жіночий рух, роботу українських жіночих організацій в еміграції.
Під час Другої світової війни Бланка емігрувала до Німеччини, де у 1946 році активізувала свою громадську діяльність, була серед засновниць Об'єднання українських жінок у Верісгофені, входила до головної управи Об'єднання українських жінок Німеччини. Від 1956 року жила в Мюнхені, де померла 14 серпня 1971 року.